# Hermann III Korff zu Harkotten
Hermann III Korff zu Harkotten (ca. 1410-) erfheer van West Harkotten. 
Hij werd geboren op het Gut Harkotten als de oudste zoon van Evert V Korff en Frederun Kettler.
Hij trouwde met Agnes von Bevern. Zij is een nazaat van Lubbert von Bevern heer zu Bevern (ca. 1097 - na 1142) die het klooster Hohenholte te Havixbeck in 1142 stichtte.
Uit zijn huwelijk met Agnes werd geboren:
- Johan Korff-Harkotten heer van West Harkotten (ca. 1455-1520)